# Fasanella
Il Fasanella è un torrente campano affluente di destra del fiume Calore Lucano, situato nell'entroterra del Cilento. Il suo nome deriva dal greco phasis.

## Geografia
Sorge dalla Tampa del Prato (1040 m), parte della catena degli Alburni, ed attraversa i territori comunali di Sant'Angelo a Fasanella, Ottati, Bellosguardo, Aquara e Castel San Lorenzo. Ha vari affluenti tra cui il torrente Ripiti.